# Плотва (приток Холка)
Плотва (Платка) — река в России, протекает по Новооскольскому району Белгородской области. Правый приток реки Холок.

## География
Река Плотва берёт начало у села Ярское. Течёт на север по открытой местности. Устье реки находится у села Великомихайловка в 16 км от устья реки Холок. Длина реки составляет 18 км, площадь водосборного бассейна — 127 км².

## Данные водного реестра
По данным государственного водного реестра России относится к Донскому бассейновому округу, водохозяйственный участок реки — Оскол ниже Старооскольского гидроузла до границы РФ с Украиной, речной подбассейн реки — Северский Донец (российская часть бассейна). Речной бассейн реки — Дон (российская часть бассейна).
Код объекта в государственном водном реестре — 05010400312107000011936.